# یواس‌اس دارت (وای‌اف‌بی-۳۰۸)
یواس‌اس دارت (وای‌اف‌بی-۳۰۸) (به انگلیسی: USS Dart (YFB-308)) یک کشتی بود.